# Monte Cinto (Córcega)
El monte Cinto (Monte Cintu en lengua corsa, pronunciado /tSintu/, "Tchinn-Tou") es el punto más alto de Córcega con una altura de 2.706 m.

## Geografía
La elevación de la montaña es de 2.706 metros y también lo es su prominencia, convirtiéndola en uno de los picos más prominentes de Europa.
Su ubicación le da una visión de montañas en la Europa continental que se extiende desde cerca de Marsella hasta Roma. La montaña teóricamente visible más distante es el monte Rosa, en Suiza, justo al noroeste, aproximadamente a 405 km de distancia.
Alrededor del monte Cinto, se pueden admirar varios lagos, como los de la Muvrella,  del Ceppu,  del Col Perdu y del Cinto.

## Primera ascensión
La primera ascensión turística conocida fue la de Édouard Rochat y sus compañeros y se realizó por la cara sur el 6 de junio de 1882. El 26 de mayo de 1883 el alpinista británico Tuckett y el guía F. Devouassoud acompañados del pintor montañés Compton, atravesaron el monte pasando por la brecha que actualmente lleva su nombre.
- Datos: Q1415428
- Multimedia: Monte Cinto / Q1415428